# Ancula
Ancula is een geslacht van zeenaaktslakken (Nudibranchia) uit de familie van de plooislakken (Goniodorididae).

## Soorten
- Ancula espinosai Ortea, 2001
- Ancula evelinae Er. Marcus, 1961
- Ancula fuegiensis Odhner, 1926
- Ancula gibbosa (Risso, 1818) – Oranje plooislak
- Ancula kariyana Baba, 1990
- Ancula lentiginosa Farmer & Sloan, 1964
- Ancula mapae (Burn, 1961)